# Plocamiancora
Plocamiancora är ett släkte av svampdjur. Plocamiancora ingår i familjen Myxillidae.
Kladogram enligt Catalogue of Life och Dyntaxa:
| Plocamiancora | \| \| Plocamiancora arndti \| \| \| \| \| \| Plocamiancora denticulata \| \| \| \| \| \| Plocamiancora igzo \| \| \| \| \| \| Plocamiancora strongylatus \| \| \| \| \| \| Plocamiancora walvisensis \| \| \| \| |
|               | \| \| Plocamiancora arndti \| \| \| \| \| \| Plocamiancora denticulata \| \| \| \| \| \| Plocamiancora igzo \| \| \| \| \| \| Plocamiancora strongylatus \| \| \| \| \| \| Plocamiancora walvisensis \| \| \| \| |
|               | Amphilectus |
|               | |
|               | Damiriopsis |
|               | |
|               | Ectyonopsis |
|               | |
|               | Hymenanchora |
|               | |
|               | Hymenancora |
|               | |
|               | Melanonchora |
|               | |
|               | Melonanchora |
|               | |
|               | Myxilla |
|               | |
|               | Psammochela |
|               | |
|               | Stelodoryx |
|               | |
|               | Plocamiancora arndti |
|               | |
|               | Plocamiancora denticulata |
|               | |
|               | Plocamiancora igzo |
|               | |
|               | Plocamiancora strongylatus |
|               | |
|               | Plocamiancora walvisensis |
|               | |

|  | Plocamiancora arndti       |
|  |                            |
|  | Plocamiancora denticulata  |
|  |                            |
|  | Plocamiancora igzo         |
|  |                            |
|  | Plocamiancora strongylatus |
|  |                            |
|  | Plocamiancora walvisensis  |
|  |                            |